# Come On to Me
Come On to Me è un brano musicale scritto dal musicista britannico Paul McCartney, pubblicato su singolo doppio lato A insieme a I Don't Know dalla Capitol Records, come anticipazione del nuovo album di McCartney, Egypt Station.

## Esecuzioni dal vivo
La prima esecuzione di McCartney di Come On to Me davanti a un pubblico fu uno show a sorpresa svoltosi al pub Philharmonic Dining Rooms di Liverpool il 9 giugno 2018, nel corso del segmento "Carpool Karaoke" durante il programma The Late Late Show with James Corden.

## Classifiche
| Classifica (2018) | Posizione massima |
| ----------------- | ----------------- |
| Belgio (Fiandre)  | 68                |
| Belgio (Vallonia) | 95                |